# Irish Football League
Irish Football League var en irsk fodboldliga, der eksisterede fra 1890 til 2004. Det var den næstældste nationale fodboldliga i verden, kun overgået af The Football League i England. Scottish Football League blev dog stiftet kun en uge efter Irish Football League.
Ligaen blev oprindeligt oprettet i 1890 som en fodboldliga for hele øen Irland. Men i starten var alle medlemsklubberne placeret i den del af øen, der senere blev til Nordirland. Efter opdelingen af Irland blev Irish Football League i 1921 Nordirlands nationale fodboldliga, mens en separat liga og et separat fodboldforbund, Football Association of the Irish Free State (nu Football Association of Ireland) blev oprettet i den Irske Fristat (nu Republikken Irland).
I Irish Football Leagues første sæson kom syv af de otte hold fra Belfast, og ligaen blev i mange år – lige som irsk fodbold generelt – domineret af Belfast-klubber. I 1892 blev Derry Olympic den anden ikke-Belfast-klub, men den spillede kun én sæson i ligaen. I 1900 kom Derry Celtic med i ligaen, og i 1901 blev endnu et Derry-hold, St Columb's Court optaget. St Columb's Court overlevede også kun én sæson i ligaen, inden holdet i 1903 blev udskiftet med ligaens første hold fra Dublin, Bohemians. Endnu et Dublin-hold, Shelbourne, blev tilføjet i 1904. I 1911 overtog Glenavon fra byen Lurgan Bohemians' plads, da denne klub trådte ud af ligaen, men Bohemians vendte tilbage allerede i 1912. I 1912 var der tre Dublin-hold i ligaen, efter at Tritonville var blevet optaget, men ligesom Derry Olympic og St Columb's Court overlevede Tritonville kun én sæson i ligaen. Derry Celtic forlod også ligaen i 1913, så da den blev opdelt i 1921, var Glenavon det eneste tilbageværende ikke-Belfast-hold.
I løbet af 1920'erne blev ligaen udvidet med flere hold og opnåede efterhånden stor geografisk spredning i Nordirland. Men først i 1952 kunne man for første gang kåre en mester, der havde hjemme uden for Belfast, da Glenavon blev mestre. Derry City, der nu spiller i League of Ireland, spillede i Irish League fra 1929 til 1972 og vandt mesterskabet i 1965, men trak sit hold ud af ligaen under konflikten i Nordirland efter at ligaen med snævert flertal besluttede at opretholde et forbud oprettet af sikkerhedsstyrkerne mod at klubben spillede kampe på sin hjemmebane, selvom sikkerhedsstyrkerne havde ophævet forbuddet.
Fra 1995–96 til 2002–03 var ligaen opdelt i to divisioner, Premier Division og First Division.
I 2003 overtog Irish Football Association ansvaret for Nordirlands nationale liga i forbindelse med oprettelsen af Irish Premier League (IPL). Ligesom i England og Skotland blev den gamle Irish Football League (IFL) i første omgang bevaret i form af to lavere rangerende divisioner, First Division og Second Division. I 2004 overtog IFA imidlertid også kontrollen med de to IFL-divisioner, som blev relanceret som IFA Intermediate League's First Division og Second Division, hvilket i praksis var enden på Irish Football League efter 114 år.